# DB-Baureihe V 45
Die Baureihe V 45 – ab 1968 als Baureihe 245 bezeichnet – entstammt einer Beschaffung der Eisenbahnen des Saarlandes (EdS), an die 10 Diesellokomotiven 1956 aus Frankreich geliefert wurden; sie entspricht im Wesentlichen der Baureihe Y 9100 (später 51100) der SNCF.
1957 kamen die zehn Lokomotiven mit dem Anschluss des Saarlandes an die junge Bundesrepublik zur Deutschen Bundesbahn. Sie waren für den leichten Verschiebedienst vorgesehen und wurden vorwiegend in Ausbesserungswerken eingesetzt. Am 20. Dezember 1980 wurde mit 245 004 die letzte Lok der Baureihe 245 ausgemustert.

## Geschichte
Mitte der 1950er Jahre benötigten die damals unter eigenständiger Verwaltung stehenden Eisenbahnen des Saarlandes neue und leistungsfähige Lokomotiven für den Verschubdienst. Der Auftrag für zehn Maschinen ging an das französisch-elsässische Unternehmen Société Alsacienne de Constructions Mécaniques (SACM) in Grafenstaden, die Lieferung erfolgte im Jahre 1956.
Es handelte sich um zweiachsige Lokomotiven mit Endführerstand, ausgestattet mit 400-PS-Dieselmotoren von Saurer, Typ SBD, gekoppelt mit einem hydraulischen Strömungsgetriebe von Voith. Der Antrieb der beiden Achsen erfolgte vom Getriebe über Ketten. Mit der Eingliederung des Saarlandes 1957 kamen die zehn Lokomotiven mit unveränderten Lokomotivnummern zur Deutschen Bundesbahn. Zunächst wurden sie weiter in Saarbrücken als Rangierloks eingesetzt, bis sie Anfang der 1960er Jahre durch die leistungsfähigeren Lokomotiven der DB-Baureihe V 60 abgelöst wurden.
Die V 45 001 und 002 wurden danach als Ersatzteilspender abgestellt und bereits 1961 zerlegt. Die verbliebenen acht Maschinen wurden 1968 zur Baureihe 245 umgezeichnet und im Rangierdienst in den Ausbesserungswerken Duisburg-Wedau, Köln-Nippes, Krefeld-Oppum, Opladen, Paderborn, Witten und Schwerte eingesetzt. Einzige Ausnahme bildete die V 45 005, die im Betriebswerk Bayreuth beheimatet wurde und auf der Bahnstrecke Falls–Gefrees für einige Jahre bei Ausfall der üblichen V 20 060 den Gesamtverkehr übernahm; die fehlende Zugheizung war auch im Winter kein Hindernis für Personenzugbespannungen, denn auf dieser Strecke setzte die DB die letzten Donnerbüchsen (mit einem Kohleofen) ein. Beliebt war die Lok, die anders als die 245 009 keinen zusätzlichen Schalldämpfer vor dem Führerhaus erhalten hatte, wegen ihrer lauten Auspuffgeräusche jedoch nicht.

## Erhaltene Loks
Zwischen 1973 und 1980 wurden die Lokomotiven der Baureihe V 45 ausgemustert, 1977 waren nur noch vier Loks in Paderborn, Darmstadt und Krefeld aktiv. Die letzte Maschine, 245 004, war bis 1980 im AW Paderborn eingesetzt. Die 245 004 und 006 wurden an ein italienisches Unternehmen verkauft, wo sie bis 1987/1988 im Einsatz waren und anschließend verschrottet wurden. Die 245 009 ist im Deutschen Dampflokomotiv-Museum (DDM) Neuenmarkt ausgestellt.